# Sara Nordenstam
Sara Maria Evelina Nordestam (Suecia, 28 de febrero de 1983) es una nadadora noruega de origen sueco especializada en pruebas de estilo braza, donde consiguió ser campeona olímpica en 2008 en los 200 metros.

## Carrera deportiva
En los Juegos Olímpicos de Pekín 2008 ganó la medalla de bronce en los 200 metros braza, con un tiempo de 2:23.02 segundos que fue récord de Europa, tras la estadounidense Rebecca Soni (récord del mundo con 2:20.22 segundos) y la australiana Leisel Jones.